# Département fédéral de l'intérieur
Pour les articles homonymes, voir DFI.
En Suisse, le Département fédéral de l'intérieur (DFI ; en allemand : Eidgenössisches Departement des Innern EDI ; en italien : Dipartimento federale dell'Interno DFI ; en romanche : Departament federal da l’intern ) est l'un des sept départements de l’administration fédérale.
La conseillère fédérale Élisabeth Baume-Schneider en est le chef depuis le 1er janvier 2024.
Ce vaste département regroupe des tâches aussi diverses que la santé publique, les affaires sociales, la culture, la statistique publique ou l'égalité entre les sexes : il exerce donc des tâches tout à fait différentes de celles des ministres de l'Intérieur de la plupart des pays du monde, qui sont généralement chargés de la police et de l'administration, deux tâches exercées majoritairement par les cantons dans la Confédération suisse.

## Changements de dénomination
- 1848 : Département de l'intérieur
- 1979 : Département fédéral de l'intérieur

## Rôle
Le Département de l'intérieur se qualifie de « département de la vie quotidienne ». Il s'occupe des domaines suivants :
- Assurance-vieillesse et survivants (AVS) et invalidité (Office fédéral des assurances sociales)
- Prévoyance professionnelle
- Assurance militaire
- Santé publique, Assurances maladie et accident (Office fédéral de la santé publique)
- Contrôle des denrées alimentaires
- Contrôle des médicaments (Swissmedic)
- Égalité entre hommes et femmes (Bureau fédéral de l'égalité entre femmes et hommes)
- Lutte contre le racisme (Service de lutte contre le racisme)
- Égalité pour les personnes handicapées (Bureau fédéral de l’égalité pour les personnes handicapées)
- Culture (Office fédéral de la culture)
- Surveillance des fondations (Autorité fédérale des fondations)
- Statistiques (Office fédéral de la statistique)
- Archivage (Archives fédérales suisses)
- Prévisions météorologiques (Office fédéral de météorologie et climatologie)

## Structure
L'organisation actuelle du département est la suivante (2006) :
- Secrétariat général
- Bureau fédéral de l'égalité entre femmes et hommes (BFE)
- Office fédéral de la culture (OFC)
- Bibliothèque nationale suisse (BN)
- Archives fédérales (AFS)
- Office fédéral de la météorologie et de climatologie (MétéoSuisse)
- Office fédéral de la santé publique (OFSP)
- Office fédéral de la sécurité alimentaire et des affaires vétérinaires (OSAV)
- Office fédéral de la statistique (OFS)
- Office fédéral des assurances sociales (OFAS)
- Domaine des écoles polytechniques fédérales (EPF)
- Institut suisse des produits thérapeutiques (Swissmedic)

## Liste des conseillers fédéraux à la tête du département
- 1848-1857 : Stefano Franscini
- 1857-1863 : Giovanni Battista Pioda
- 1864 : Karl Schenk
- 1865 : Jakob Dubs
- 1866-1870 : Karl Schenk
- 1871-1872 : Jakob Dubs
- 1872-1873 : Karl Schenk
- 1874-1875 : Melchior Josef Martin Knüsel
- 1876-1878 : Numa Droz
- 1879-1884 : Karl Schenk
- 1885 : Adolf Deucher
- 1886-1895 : Karl Schenk
- 1895-1897 : Eugène Ruffy
- 1898-1899 : Adrien Lachenal
- 1900-1903 : Marc-Emile Ruchet
- 1904-1905 : Ludwig Forrer
- 1906-1910 : Marc-Emile Ruchet
- 1911 : Josef Anton Schobinger
- 1912 : Marc-Emile Ruchet
- 1912 : Camille Decoppet
- 1913 : Louis Perrier
- 1913-1917 : Felix-Louis Calonder
- 1918-1919 : Gustave Ador
- 1920-1928 : Ernest Chuard
- 1929 : Marcel Pilet-Golaz
- 1930-1934 : Albert Meyer
- 1934-1959 : Philipp Etter
- 1960-1973 : Hans Peter Tschudi
- 1974-1982 : Hans Hürlimann
- 1983-1986 : Alphons Egli
- 1987-1993 : Flavio Cotti
- 1993-2002 : Ruth Dreifuss
- 2003-2009 : Pascal Couchepin
- 2009-2011 : Didier Burkhalter
- 2012-2023 : Alain Berset
- Dès 2024 : Elisabeth Baume-Schneider

## Secrétariat général
Le secrétariat général du département (SG-DFI) assume des tâches de planification, de coordination et de contrôle ; il a un rôle d'interface entre le chef du département et les offices fédéraux. Il coordonne les ressources et fournit des conseils à l'ensemble du département. Sa section juridique exerce en outre la surveillance sur les fondations d'utilité publique. Le secrétariat de la Commission fédérale contre le racisme, le Service de lutte contre le racisme et le Bureau fédéral de l'égalité pour les personnes handicapées sont également rattachés au secrétariat général.